# Météore (film)
Pour les articles homonymes, voir Météore (homonymie).
Pour plus de détails, voir Fiche technique et Distribution.
Météore (Meteor) est un film catastrophe américain de Ronald Neame, sorti en 1979.

## Synopsis
Un énorme fragment d'astéroïde, détourné de son orbite par une comète, se dirige vers la Terre à une vitesse de 50 000 km/h.
Un savant américain, le docteur Paul Bradley et son associé Harry Sherwood, ainsi que le savant russe le docteur Alexei Dubov accompagné de son interprète Tatiana Nikolaevna Donskaya, luttent contre la bureaucratie des gouvernements des États-Unis et de l'URSS afin de mettre en œuvre leur plan d'action pour parer la menace : réaligner les satellites militaires de lancement de fusées nucléaires pour qu'ils pointent en direction du météore, afin d' empêcher la destruction complète de la Terre.

## Fiche technique
- Titre français : Météore[1]
- Titre original : Meteor
- Réalisation : Ronald Neame
- Photographie : Paul Lohmann
- Musique : Laurence Rosenthal
- Budget : 16 000 000 $ (estimation)
- Pays :  États-Unis
- Langue :anglais
- Genre : Catastrophe
- Dates de sortie : 
  - États-Unis : 19 octobre 1979
  - France : 9 janvier 1980[1]

## Distribution
- Sean Connery (VF : Jean-Claude Michel) : le docteur Paul Bradley
- Natalie Wood (VF : Hélène Vallier) : Tatiana Nikolaevna Donskaya
- Karl Malden (VF : André Valmy) : Harry Sherwood de la NASA
- Brian Keith (VF : Nicolas Youmatoff) : le docteur Alexei Dubov
- Martin Landau (VF : Jacques Thébault) : le major général Adlon
- Richard Dysart (VF : Yves Barsacq) : le secrétaire à la Défense
- Trevor Howard (VF : Louis Arbessier) : Sir Michael Hughes
- Henry Fonda (VF : René Arrieu) : le président des États-Unis
- Joseph Campanella (VF : Robert Party) : le général Easton
- John Findlater (VF : Bernard Murat) : Tom Easton
- Katherine de Hetre (VF : Annie Sinigalia) : Jane Watkins
- Bo Brundin (en) (VF : Philippe Ogouz) : Rolf Manheim
- Roger Robinson (en) (VF : Sady Rebbot) : Bill Hunter
- Clyde Kusatsu (VF : Albert Augier) : Yamashiro
- Burke Byrnes (VF : Daniel Gall) : l'officier garde-côtes
- Stanley Mann (VF : Michel Gudin) : le représentant canadien
- Osman Ragheb (VF : Michel Barbey) : le présentateur suisse
- Peter Donat (VF : Jean-Claude Balard) : le narrateur
- Simon Cadell (VF : Michel Barbey) : le journaliste de la BBC (non-crédité)

## Autour du film
Ainsi commence l'un des films catastrophes les plus plausibles jamais réalisés, basé sur une histoire vraie : en 1968, un astéroïde a frôlé notre planète et la Terre aurait pu être détruite. Ronald Neame a exploité ce sujet d'une façon habile : 
Bien plus tard, Hollywood exploitera à nouveau ce sujet de la menace astéroïde avec deux films catastrophe sortis coup sur coup en 1998 : Armageddon et Deep Impact.

## Adaptation en bande dessinée
Le film a fait l'objet en 1979 d'une adaptation en comics par la maison d'édition Marvel Comics, intitulé Marvel Super Special #14: Meteor (scénario de Ralph Macchio, dessins de Gene Colan et encrage de Tom Palmer). En France, le comic est traduit par Arédit et sort en album broché dans la collection « Artima Color Marvel Géant » (21 x 29 cm).